# Tetraloniella jaliscoensis
Tetraloniella jaliscoensis là một loài Hymenoptera trong họ Apidae. Loài này được LaBerge mô tả khoa học năm 2001.